# Diamant à longue queue
Poephila acuticauda
Espèce
Statut de conservation UICN

 LC  : Préoccupation mineure
Le Diamant à longue queue (Poephila acuticauda (Gould, 1840)) est une espèce de passereau appartenant à la famille des Estrildidae.

## Description
Le Diamant à longue queue présente une forme allongée et une coloration d'ensemble gris brun. Il arbore une bavette noire plus étendue chez le mâle que chez la femelle. La tête est gris bleuté avec le tour des yeux noir. La queue noire se distingue par les deux rectrices médianes nettement plus longues, surtout chez le mâle, à l'origine du nom spécifique. Le croupion et le dessous de la queue sont blanchâtres. Les pattes sont rose chair.
Cet oiseau mesure de 16 à 17 cm (rectrices médianes comprises), la femelle étant un peu plus petite que le mâle.
Il peut être aisément confondu avec le Diamant à bavette.

## Sous-espèces
Le Diamant à longue queue est représenté par deux sous-espèces :
- Diamant à longue queue de Heck P. a. hecki au bec rouge corail ;

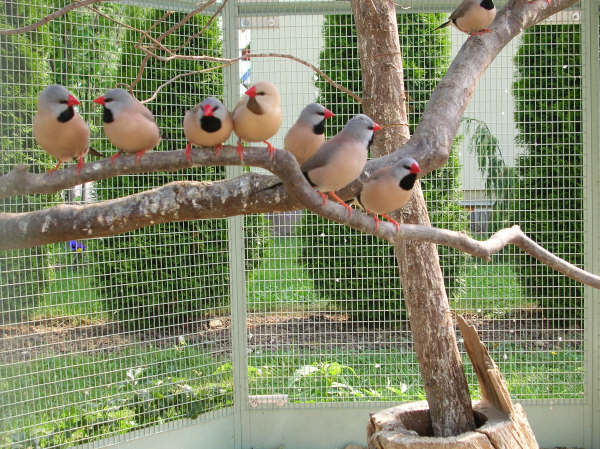
diamant à longue queue de Heck

- P. a. acuticauda au bec jaune.

## Répartition
Cet oiseau vit dans les régions boisées du nord et de l'ouest de l'Australie.

## Comportement
Le Diamant à longue queue se déplace en petits groupes. Il se rencontre surtout dans les zones avec des étendues d'eau.

## Reproduction
Le nid est construit près du sol. Il présente un petit couloir d'entrée.
la ponte est de 2 à 4 œufs et l'incubation est de 13 à 14 jours.

## Variétés domestiques
Seul un individu de variété brune, isabelle, crème ou ino, issu d'élevage, est considéré comme étant un animal domestique en droit français. Les autres formes de cet oiseau relèvent donc de la législation concernant les animaux sauvages.